# Port Laoise
Portlaoise (en irlandès Port Laoise) és una ciutat de la República d'Irlanda, capital del Comtat de Laois. Històricament ha tingut el nom de Maryborough des de 1557 fins a 1929.

## Història
En els Annals dels Quatre Mestres el lloc apareix com a Port Laoighisi durant el segle xvi. L'actual ciutat s'originà com un assentament davant l'antic Fort de Leix o Fort Protector, les restes del qual es poden veure al centre de la vila. La construcció va començar el 1548 sota la supervisió del Lord Diputat Edward Bellingham per tal d'assegurar als anglesos el control de la zona després de l'exili dels cabdills cèltics.
La ciutat pròpiament dita fou creada per una llei del parlament durant el regnat de Maria I d'Anglaterra el 1557. Fou anomenada Maryborough en honor de la reina. Tot i així fou el focus de la rebel·lió del cap local Ruairí Óg Ó Mórdha, cosa que provocà l'assentament a la ciutat de nombrosos colons anglesos.
El 1570 una carta d'Elisabet I d'Anglaterra atorgà a la ciutat el rangle de borough, i se m'encarregaren de la corporació un burgmestre, dos bailiffs, un secretari municipal i un sergent d'armes. Fins que l'Act of Union fou efectiva el 1801 i s'abolissin els privilegis, la ciutat enviada dos diputats al Parlament Irlandès. La corporació es va mantenir fins al 1830.
El 1929, poc després de la creació de l'Estat Lliure d'Irlanda, la ciutat fou reanomenada Portlaoighise (més tard simplificat a Portlaoise) i el comtat reanomenat Laois.
El juny de 2007, Rotimi Adebari, un nigerià resident al país, ha estat elegit cap del consell municipal. És el primer batlle negre d'Irlanda.